# Morella singularis
Morella singularis är en porsväxtart som först beskrevs av Parra-os., och fick sitt nu gällande namn av Parra-os. Morella singularis ingår i släktet Morella och familjen porsväxter. Inga underarter finns listade i Catalogue of Life.